# Artemisia II
Artemisia (Oudgrieks: Ἀρτεμισία, Artemisía) was een Carische vorstin, dochter van Hecatomnus, en zuster en gemalin van Mausolus.
Zij vereerde het aandenken van haar man na zijn dood, door het oprichten van het beroemde Mausoleum waarin zijn as werd bewaard en dat tot de Zeven wereldwonderen van de antieke wereld werd gerekend. Zij stierf in 350 v.Chr., na slechts twee jaar over Carië te hebben geregeerd. Ze zou tijdens haar regering de oligarchen op Rhodos hebben gesteund. Ze werd opgevolgd door haar broer Idrieus.